# Districte electoral de Valls
El districte de Valls fou una circumscripció electoral del Congrés dels Diputats utilitzada en les eleccions generals espanyoles entre 1871 i 1923. Es tractava d'un districte uninominal, ja que només era representat per un sol diputat.

## Àmbit geogràfic
El districte comprenia el centre i l'oest del partit judicial de Valls i el centre del partit de Montblanc.

## Diputats electes
| Elecció | Elecció        | Diputat                        | Partit/Ideologia                    |
| ------- | -------------- | ------------------------------ | ----------------------------------- |
|         | 1871           | Frederic Gomis i Mestre        | Partit Progressista                 |
|         | 1871 (parcial) | Ignasi Carbó i Ortega          | Partit Progressista                 |
|         | Abril 1872     | Ramon Grau i Prats             | Sense dades                         |
|         | Agost 1872     | Pere Rodón i Gallissà          | Sense dades                         |
|         | 1873           | Josep Tomàs i Salvany          | Partit Republicà Democràtic Federal |
|         | 1876           | Josep Batlle i Vidal           | Conservador                         |
|         | 1879           | Josep Castellet i Sampsó       | Liberal                             |
|         | 1884           | Joaquim Oliver i Garcia        | Esquerra dinàstica                  |
|         | 1886           | Gabriel Ballester i Boada      | Liberal                             |
|         | 1896           | Pere Antoni Torres i Jordi     | Liberal                             |
|         | 1898           | Josep Orga i Sans              | Liberal                             |
|         | 1899           | Federico de Ramón y Sancibrián | Conservador                         |
|         | 1901           | Josep Orga i Sans              | Liberal sagastí                     |
|         | 1903 (parcial) | Salvador Canals y Vilaró       | Conservador                         |
|         | 1907           | Manuel Raventós i Domènech     | Lliga Regionalista (solidari)       |
|         | 1910           | Albert Dasca i Boada           | Liberal                             |
|         | 1918           | Joan Esplugas i Moncusí        | Coalició d'esquerres                |
|         | 1919           | Miquel Colom i Cardany         | Unió Monàrquica Nacional (maurista) |
|         | 1923           | Albert Dasca i Boada           | Liberal albista                     |

## Resultats electorals

### Dècada de 1920
| Eleccions generals del 29/04/1923 |                        |                      |       |      |
| Partit/Ideologia                  | Partit/Ideologia       | Candidat             | Vots  | %    |
|                                   | Liberal albista        | Albert Dasca i Boada | 4.073 | 67,4 |
|                                   | Republicà nacionalista | Pau Robert i Rabadà  | 1.825 | 30,2 |
|                                   | Lliga Regionalista     | Tomàs Mallol i Bosch | 0     | 0,0  |
|                                   | Altres                 | Altres               | 71    | 1,2  |
| Vots en blanc                     | Vots en blanc          | Vots en blanc        | 75    | 1,2  |
| Total                             | Total                  | Total                | 6.044 | 100  |
| Cens/participació                 | Cens/participació      | Cens/participació    | 9.897 | 61,1 |

| Eleccions generals del 19/12/1920 |                                     |                                         |       |      |
| Partit/Ideologia                  | Partit/Ideologia                    | Candidat                                | Vots  | %    |
|                                   | Lliga Regionalista                  | Miquel Colom i Cardany                  | 4.031 | 55,6 |
|                                   | Unió Monàrquica Nacional (maurista) | Francesc de Paula Maristany i Maristany | 3.098 | 42,7 |
|                                   | Republicà                           | Eugeni d'Ors i Rovira                   | 0     | 0,0  |
|                                   | Altres                              | Altres                                  | 118   | 1,6  |
| Total                             | Total                               | Total                                   | 7.247 | 100  |
| Cens/participació                 | Cens/participació                   | Cens/participació                       | 9.909 | 73,1 |

### Dècada de 1910
| Eleccions generals del 01/06/1919 |                                     |                             |        |      |
| Partit/Ideologia                  | Partit/Ideologia                    | Candidat                    | Vots   | %    |
|                                   | Unió Monàrquica Nacional (maurista) | Miquel Colom i Cardany      | 3.378  | 50,3 |
|                                   | Lliga Regionalista                  | Josep Maria Rendé i Ventosa | 2.993  | 44,6 |
|                                   | Socialista                          | José Zaragoza Curto         | 436    | 6,5  |
| Vots en blanc                     | Vots en blanc                       | Vots en blanc               | 50     | 0,7  |
| Total                             | Total                               | Total                       | 6.717  | 100  |
| Cens/participació                 | Cens/participació                   | Cens/participació           | 10.004 | 67,1 |

| Eleccions generals del 24/02/1918 |                      |                                   |        |      |
| Partit/Ideologia                  | Partit/Ideologia     | Candidat                          | Vots   | %    |
|                                   | Coalició d'esquerres | Joan Esplugas i Moncusí           | 3.995  | 51,2 |
|                                   | Monàrqic independent | Lluís de Morenés i García-Alesson | 3.745  | 48,0 |
|                                   | Conservador maurista | Miquel Colom i Cardany            | 0      | 0,0  |
|                                   | Altres               | Altres                            | 14     | 0,2  |
| Vots en blanc                     | Vots en blanc        | Vots en blanc                     | 52     | 0,7  |
| Total                             | Total                | Total                             | 7.806  | 100  |
| Cens/participació                 | Cens/participació    | Cens/participació                 | 10.617 | 73,5 |

| Eleccions generals del 09/04/1916 |                          |                         |        |      |
| Partit/Ideologia                  | Partit/Ideologia         | Candidat                | Vots   | %    |
|                                   | Liberal (dissident)      | Albert Dasca i Boada    | 5.655  | 75,4 |
|                                   | Liberal                  | Albert Guasch i Robusté | 1.316  | 17,5 |
|                                   | Partit Republicà Radical | Casimir Fabra i Llovera | 475    | 6,3  |
|                                   | Altres                   | Altres                  | 7      | 0,1  |
| Vots en blanc                     | Vots en blanc            | Vots en blanc           | 49     | 0,7  |
| Total                             | Total                    | Total                   | 7.502  | 100  |
| Cens/participació                 | Cens/participació        | Cens/participació       | 10.535 | 71,2 |

| Eleccions generals del 08/03/1914 |                          |                       |        |      |
| Partit/Ideologia                  | Partit/Ideologia         | Candidat              | Vots   | %    |
|                                   | Liberal                  | Albert Dasca i Boada  | 5.296  | 73,9 |
|                                   | Partit Republicà Radical | Rafael Guerra del Río | 1.783  | 24,9 |
| Vots en blanc                     | Vots en blanc            | Vots en blanc         | 67     | 0,9  |
| Vots nuls                         | Vots nuls                | Vots nuls             | 22     | 0,3  |
| Total                             | Total                    | Total                 | 7.168  | 100  |
| Cens/participació                 | Cens/participació        | Cens/participació     | 10.536 | 68,0 |

| Eleccions generals del 08/05/1910 |                    |                       |        |      |
| Partit/Ideologia                  | Partit/Ideologia   | Candidat              | Vots   | %    |
|                                   | Liberal            | Albert Dasca i Boada  | 4.703  | 54,0 |
|                                   | Lliga Regionalista | Pere Rahola i Molinas | 3.835  | 44,1 |
|                                   | Altres             | Altres                | 53     | 0,6  |
| Vots en blanc                     | Vots en blanc      | Vots en blanc         | 114    | 1,3  |
| Total                             | Total              | Total                 | 8.705  | 100  |
| Cens/participació                 | Cens/participació  | Cens/participació     | 10.386 | 83,8 |

### Dècada de 1900
| Eleccions generals del 21/04/1907 |                               |                            |        |      |
| Partit/Ideologia                  | Partit/Ideologia              | Candidat                   | Vots   | %    |
|                                   | Lliga Regionalista (solidari) | Manuel Raventós i Domènech | 5.213  | 60,8 |
|                                   | Conservador anti-solidari     | Salvador Canals y Vilaró   | 3.343  | 39,0 |
|                                   | Altres                        | Altres                     | 17     | 0,2  |
| Vots en blanc                     | Vots en blanc                 | Vots en blanc              | 2      | 0,0  |
| Total                             | Total                         | Total                      | 8.575  | 100  |
| Cens/participació                 | Cens/participació             | Cens/participació          | 11.294 | 75,9 |

| Eleccions generals del 10/11/1905 |                    |                          |        |      |
| Partit/Ideologia                  | Partit/Ideologia   | Candidat                 | Vots   | %    |
|                                   | Conservador        | Salvador Canals y Vilaró | 3.330  | 41,5 |
|                                   | Liberal monterista | José Wezolowski Rebuelto | 2.616  | 32,6 |
|                                   | Republicà          | Mario Méndez Bejarano    | 2.069  | 25,8 |
| Vots en blanc                     | Vots en blanc      | Vots en blanc            | 9      | 0,1  |
| Total                             | Total              | Total                    | 8.017  | 100  |
| Cens/participació                 | Cens/participació  | Cens/participació        | 11.144 | 71,9 |

| Elecció parcial del 26/05/1903 |                   |                            |       |       |
| Partit/Ideologia               | Partit/Ideologia  | Candidat                   | Vots  | %     |
|                                | Conservador       | Salvador Canals y Vilaró   | 3.403 | 50,9  |
|                                | Republicà         | Josep Anoni Homs i Moncusí | 3.220 | 48,2  |
|                                | Altres            | Altres                     | 62    | 0,9   |
| Total                          | Total             | Total                      | 6.685 | 100   |
| Cens/participació              | Cens/participació | Cens/participació          | 1.005 | 665,2 |

| Eleccions generals del 19/05/1901 |                   |                         |        |      |
| Partit/Ideologia                  | Partit/Ideologia  | Candidat                | Vots   | %    |
|                                   | Liberal sagastí   | Josep Orga i Sans       | 3.466  | 46,2 |
|                                   | Republicà         | Josep Antoni Mir i Miró | 3.161  | 42,1 |
|                                   | Altres            | Altres                  | 882    | 11,7 |
| Total                             | Total             | Total                   | 7.509  | 100  |
| Cens/participació                 | Cens/participació | Cens/participació       | 11.089 | 67,7 |

### Dècada de 1890
| Eleccions generals del 16/04/1899 |                   |                                |        |      |
| Partit/Ideologia                  | Partit/Ideologia  | Candidat                       | Vots   | %    |
|                                   | Conservador       | Federico de Ramón y Sancibrián | 3.448  | 54,7 |
|                                   | Altres            | Altres                         | 2.855  | 45,3 |
| Total                             | Total             | Total                          | 6.303  | 100  |
| Cens/participació                 | Cens/participació | Cens/participació              | 10.030 | 62,8 |

| Eleccions generals del 27/03/1898 |                   |                   |        |      |
| Partit/Ideologia                  | Partit/Ideologia  | Candidat          | Vots   | %    |
|                                   | Liberal           | Josep Orga i Sans | 3.797  | 50,8 |
|                                   | Altres            | Altres            | 3.673  | 49,2 |
| Total                             | Total             | Total             | 7.470  | 100  |
| Cens/participació                 | Cens/participació | Cens/participació | 10.685 | 69,9 |

| Eleccions generals del 12/04/1896 |                   |                            |        |      |
| Partit/Ideologia                  | Partit/Ideologia  | Candidat                   | Vots   | %    |
|                                   | Liberal           | Pere Antoni Torres i Jordi | 5.835  | 98,1 |
|                                   | Altres            | Altres                     | 114    | 1,9  |
| Total                             | Total             | Total                      | 5.949  | 100  |
| Cens/participació                 | Cens/participació | Cens/participació          | 10.745 | 55,4 |

| Eleccions generals del 05/03/1893 |                   |                           |        |      |
| Partit/Ideologia                  | Partit/Ideologia  | Candidat                  | Vots   | %    |
|                                   | Liberal           | Gabriel Ballester i Boada | 3.970  | 50,1 |
|                                   | Altres            | Altres                    | 3.960  | 49,9 |
| Total                             | Total             | Total                     | 7.930  | 100  |
| Cens/participació                 | Cens/participació | Cens/participació         | 10.752 | 73,8 |

| Eleccions generals del 01/02/1891 |                  |                           |       |
| Partit/Ideologia                  | Partit/Ideologia | Candidat                  | Vots  |
|                                   | Liberal          | Gabriel Ballester i Boada | 3.083 |

### Dècada de 1880
| Eleccions generals del 04/04/1886 |                  |                           |       |      |
| Partit/Ideologia                  | Partit/Ideologia | Candidat                  | Vots  | %    |
|                                   | Liberal          | Gabriel Ballester i Boada | 1.296 | 95,9 |
|                                   | Altres           | Altres                    | 55    | 4,1  |
| Total                             | Total            | Total                     | 1.351 | 100  |

| Eleccions generals del 27/04/1884 |                    |                         |       |      |
| Partit/Ideologia                  | Partit/Ideologia   | Candidat                | Vots  | %    |
|                                   | Esquerra dinàstica | Joaquim Oliver i Garcia | 857   | 73,2 |
|                                   | Altres             | Altres                  | 314   | 26,8 |
| Total                             | Total              | Total                   | 1.171 | 100  |

| Eleccions generals del 20/08/1881 |                   |                          |       |      |
| Partit/Ideologia                  | Partit/Ideologia  | Candidat                 | Vots  | %    |
|                                   | Liberal           | Josep Castellet i Sampsó | 1.305 | 98,3 |
|                                   | Altres            | Altres                   | 23    | 1,7  |
| Total                             | Total             | Total                    | 1.328 | 100  |
| Cens/participació                 | Cens/participació | Cens/participació        | 1.983 | 67,0 |

### Dècada de 1870
| Eleccions generals del 20/04/1879 |                  |                          |       |      |
| Partit/Ideologia                  | Partit/Ideologia | Candidat                 | Vots  | %    |
|                                   | Liberal          | Josep Castellet i Sampsó | 894   | 58,8 |
|                                   | Altres           | Altres                   | 626   | 41,2 |
| Total                             | Total            | Total                    | 1.520 | 100  |

| Eleccions generals del 20/01/1876 |                  |                      |       |      |
| Partit/Ideologia                  | Partit/Ideologia | Candidat             | Vots  | %    |
|                                   | Conservador      | Josep Batlle i Vidal | 3.258 | 72,0 |
|                                   | Altres           | Altres               | 1.268 | 28,0 |
| Total                             | Total            | Total                | 4.526 | 100  |

| Eleccions generals del 10/05/1873 |                                     |                       |       |      |
| Partit/Ideologia                  | Partit/Ideologia                    | Candidat              | Vots  | %    |
|                                   | Partit Republicà Democràtic Federal | Josep Tomàs i Salvany | 3.651 | 99,9 |
|                                   | Altres                              | Altres                | 2     | 0,1  |
| Total                             | Total                               | Total                 | 3.653 | 100  |

| Eleccions generals del 24/08/1872 |                  |                       |       |      |
| Partit/Ideologia                  | Partit/Ideologia | Candidat              | Vots  | %    |
|                                   | Sense dades      | Pere Rodón i Gallissà | 1.846 | 67,3 |
|                                   | Altres           | Altres                | 897   | 32,7 |
| Total                             | Total            | Total                 | 2.743 | 100  |

| Eleccions generals del 03/04/1872 |                  |                    |       |      |
| Partit/Ideologia                  | Partit/Ideologia | Candidat           | Vots  | %    |
|                                   | Sense dades      | Ramon Grau i Prats | 2.113 | 60,0 |
|                                   | Altres           | Altres             | 1.411 | 40,0 |
| Total                             | Total            | Total              | 3.524 | 100  |

| Elecció parcial del 11/12/1871 |                     |                       |      |      |
| Partit/Ideologia               | Partit/Ideologia    | Candidat              | Vots | %    |
|                                | Partit Progressista | Ignasi Carbó i Ortega | 947  | 99,9 |
|                                | Altres              | Altres                | 1    | 0,1  |
| Total                          | Total               | Total                 | 948  | 100  |

| Eleccions generals del 08/03/1871 |                     |                         |       |      |
| Partit/Ideologia                  | Partit/Ideologia    | Candidat                | Vots  | %    |
|                                   | Partit Progressista | Frederic Gomis i Mestre | 3.961 | 51,4 |
|                                   | Altres              | Altres                  | 3.741 | 48,6 |
| Total                             | Total               | Total                   | 7.702 | 100  |